# 臺灣桃園地方檢察署
臺灣桃園地方檢察署，簡稱桃園地檢署，於2017年2月28日搬遷以前之舊地址為臺灣桃園市桃園區法治路1號，與臺灣桃園地方法院刑事庭同址；於2017年3月1日起開始，位於臺灣桃園市桃園區正光路898號之新大樓正式落成啟用。轄管桃園市全境。

## 沿革
原為「臺灣新竹地方法院檢察處桃園檢察官辦公室」。隨著經濟快速發展，桃園人口日漸增多，於1973年由臺灣新竹地方法院檢察處分離成立臺灣桃園地方法院檢察處，1989年改名為臺灣桃園地方法院檢察署。
2018年2月8日，全國檢察署正式去掉「法院」二字，直接命名地方檢察署。

## 轄區
| 縣/市  | 區域                                                                                       | 備註 |
| 管轄   | 管轄                                                                                       | 管轄 |
| ------ | ------------------------------------------------------------------------------------------ | ---- |
| 桃園市 | 桃園區 中壢區 平鎮區 八德區 楊梅區 蘆竹區 大溪區 龜山區 大園區 觀音區 新屋區 龍潭區 復興區 | 13區 |

## 組織架構

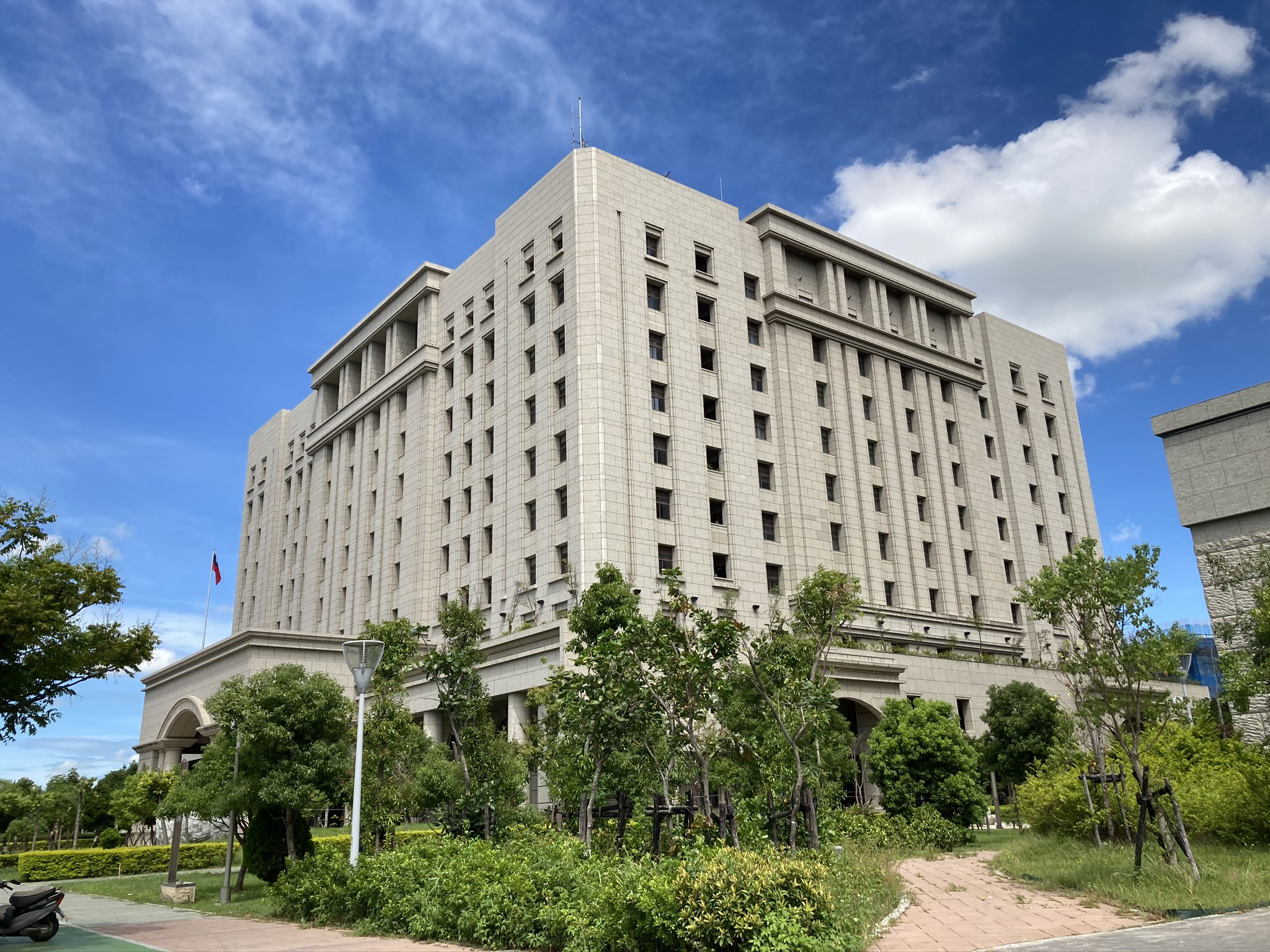
桃園地檢署大樓外觀

### 本署
- 檢察長:戴文亮
- 襄閱主任檢察官:黃榮德
- 主任檢察官室檢察官室
- 法醫室
- 書記處
  - 紀錄科
  - 執行科
  - 文書科
  - 研考科
  - 總務科
  - 資料科
  - 法警室
- 觀護人室
- 檢察事務官室
- 人事室
- 會計室
- 統計室
- 資訊室
- 政風室

## 硬體配置
參見臺灣桃園地方檢察署辦公大樓

## 外部連結
- 臺灣桃園地方檢察署 （页面存档备份，存于）